# 라오콘

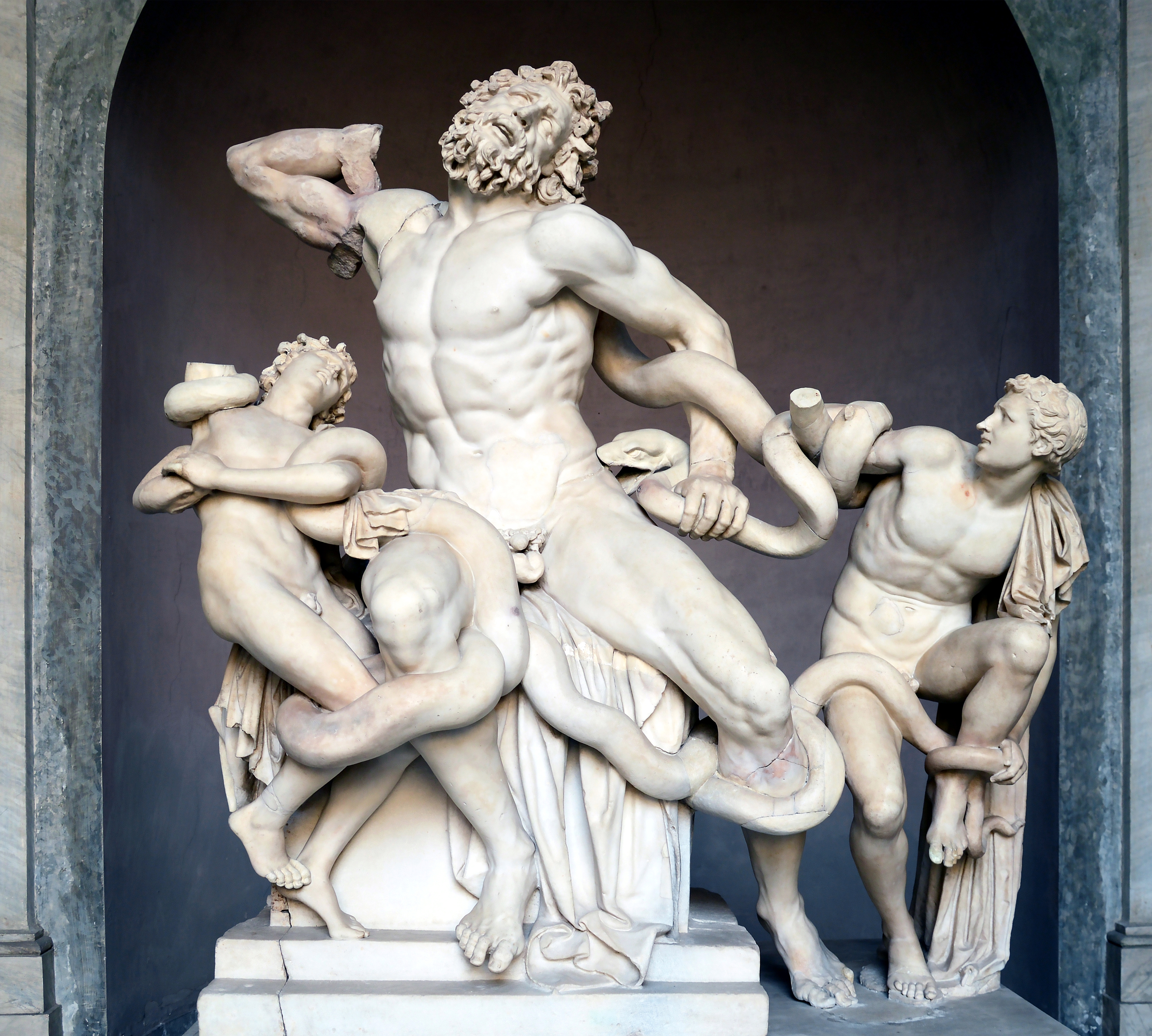
라오콘 군상에서의 라오콘

라오콘(그리스어: Λαοκόων)은 그리스 신화에 나오는 아폴론을 섬기는 트로이의 신관이다. 트로이 전쟁 때 그리스군의 목마를 트로이 성안에 끌어들이는 것을 반대하였기 때문에 신의 노여움을 사, 해신 포세이돈이 보낸 두 마리의 뱀에게 두 자식과 함께 졸려 죽었다.

## 같이 보기
- 라오콘 군상